# Pusiola subasperatella
Pusiola subasperatella är en fjärilsart som beskrevs av Embrik Strand 1912. Pusiola subasperatella ingår i släktet Pusiola och familjen björnspinnare. Inga underarter finns listade.